# Жак Готьє
Жак А. Готьє (7 липня 1948) — палеонтолог, фахівець з хребетних, морфолог і таксономіст. Один із засновників кладистики в біології.
Готьє закінчив навчання за спеціальністю зоологія в Державному університеті в Сан-Дієго в 1980 році і отримав докторський ступінь в області палеонтології в Університет Каліфорнії в Берклі в 1984 р.
У 1986 році запропонував назву Maniraptora (від лат. manus — «рука» і rapio — «хватати») стосовно групи ящеротазових динозаврів підряду Тероподи (Theropoda), яка включає предків сучасних птахів та «непташиних» динозаврів, що ближче до птахів, ніж Ornithomimus velox.
В даний час працює професором геології, геофізики, екології та еволюційної біології і куратором палеонтології і зоології хребетних тварин в Єльському університеті.
Темою його дисертації був, здійснений вперше, всеосяжний кладистичний аналіз Diapsida, і аргумент про монофілістичну систематику динозаврів. Ця теза був розроблена в публікації, де описується походження птахів від тероподів. Це перший глибокий кладистичний аналіз теропод, що викликав революцію в філогенетиці динозаврів: кладистика замінила Ліннеївську систематику в таксономічній класифікації і розумінні філогенетичної природи динозаврів.

### Публікації
- Estes, R.; de Queiroz, K. & Gauthier, Jacques (1988): Phylogenetic relationships within Squamata. In: Estes, R. & Pregill, G. (eds.): The Phylogenetic Relationships of the Lizard Families: 15-98. Stanford University Press, Palo Alto.
- Gauthier, Jacques A. (1982): Fossil xenosaurid and anguid lizards from the early Eocene of Wyoming, and a revision of the Anguioidea. Contributions to Geology, University of Wyoming 21: 7-54.
- Gauthier, Jacques A. (1984): A cladistic analysis of the higher systematic categories of the Diapsida. [PhD dissertation]. Available from University Microfilms International, Ann Arbor, #85-12825, vii + 564 pp.
- Gauthier, J. A. (1986), Saurischian monophyly and the origin of birds, у Padian, K. (ред.), The Origin of Birds and the Evolution of Flight. Memoirs of the California Academy of Sciences, т. 8, California Academy of Sciences, с. 1—55, ISBN 0-940228-14-9 {{citation}}: Зовнішнє посилання в |series= (довідка); Пропущений або порожній |title= (довідка)
- Gauthier, Jacques A.; Estes, R. & de Queiroz, Kevin (1988): A phylogenetic analysis of Lepidosauromorpha. In: Estes, R. & Pregill, G. (eds.): The Phylogenetic Relationships of the Lizard Families: 15-98. Stanford University Press, Palo Alto.
- Gauthier, J. A.; Kluge, A. G.; Rowe, T. (June 1988). Amniote phylogeny and the importance of fossils. Cladistics. John Wiley & Sons. 4 (2): 105—209. doi:10.1111/j.1096-0031.1988.tb00514.x.
- Rowe, T. & Gauthier, Jacques (1990): Ceratosauria. In: Weishample, D.; Dodson, P. & Osmólska, Halszka (eds.): The Dinosauria: 151—168. University of California Press, Berkeley.
- de Queiroz, Kevin & Gauthier, Jacques A. (1992): Phylogenetic taxonomy. Annu. Rev. Ecol. Syst. 23: 449—480.
- Gauthier, Jacques A. (1994): The diversification of the amniotes. In: Prothero, D. (ed.): Major Features of Vertebrate Evolution: Short Courses in Paleontology: 129—159. Paleontological Society.
- Donoghue, M. J.; Gauthier, Jacques A. (June 2004). Implementing the PhyloCode (PDF). Trends Ecol. Evol. 19 (6): 281—282. doi:10.1016/j.tree.2004.04.004. PMID 16701272. Архів оригіналу (PDF) за 1 квітня 2011. Процитовано 26 вересня 2010.

i inne.